# 卡里爾青年體育會
沙巴柏艾卡里體育會（阿拉伯语：‎，Shabab Al-Khalil SC），一般簡稱「卡里青年」，是來自巴勒斯坦希伯伦的職業足球俱樂部，效力於約旦河西岸超級聯賽，曾於2020年至2021年賽季奪得巴勒斯坦冠軍（俱樂部歷史第6個冠軍）。隊名شباب‎源自阿拉伯語中的「青年」。

## 榮譽

##### 西岸聯賽
- 冠軍 (6)：1979年、1982年、1986年、1999年、2016年、2021年
- 亞軍 (2)：2012年、2019年

##### 西岸杯
- 獲獎者 (4)：1978年、1981年、1985年、2013年
- 亞軍 (4)：2000年、2008年、2010年、2017年

##### 西岸超級杯
- 獲獎者 (1)：2013年
- 亞軍 (1)：2016年

##### 亞西爾阿拉法特杯
- 北部省份：
  - 獲獎者 (2)：2013-14賽季、2016-17賽季
  - 亞軍 (1)：2015–16賽季